# 杰克·格斯特
杰克·格斯特（英語：Jack Guest，1906年3月28日—1972年6月12日），加拿大前男子赛艇运动员。他曾代表加拿大参加1928年夏季奥林匹克运动会赛艇比赛，获得男子双人双桨银牌。